# محمد رحمتی
محمد رحمتی (زاده ۱۳۳۷، یزد) کارشناس عمران و سیاستمدار ایرانی است که پس از استیضاح احمد خرم در ۲۳ مرداد ۱۳۸۳ برای تصدی وزارت راه و ترابری ایران به مجلس شورای اسلامی معرفی و به عنوان وزیر راه و ترابری ایران در دولت هشتم جمهوری اسلامی ایران انتخاب شد. وی پس از آن در سال ۱۳۸۴، در کابینه دوم سیدمحمد خاتمی و کابینه اول محمود احمدی‌نژاد عهده‌دار این پست شد. هنوز یک سالی از پایان کار دولت نهم باقی مانده بود که وی از این سمت کنار رفت.

## تحصیلات
محمد رحمتی مدرک کارشناسی راه و ساختمان خود را از دانشگاه صنعتی شریف و مدرک کارشناسی ارشد مهندسی عمران (گرایش سازه و راه‌سازی) خود را از دانشگاه تهران دریافت کرد. وی متأهل و داری دو فرزند پسر است.
- کارشناسی راه و ساختمان از دانشگاه صنعتی شریف سال ۱۳۶۴
- کارشناسی ارشد مهندسی عمران (گرایش سازه و راه‌سازی) از دانشگاه تهران سال ۱۳۷۲

## سوابق علمی، سیاسی، اجتماعی و فرهنگی
- عضو هیئت علمی جهاد دانشگاهی
- عضو شورای عالی انقلاب فرهنگی

## سوابق مدیریتی و اجرایی
- کارمند جهاد دانشگاهی از سال ۱۳۶۰ تا ۱۳۶۸
- رئیس جهاد دانشگاهی از سال ۱۳۶۸ تا سال ۱۳۷۶
- قائم مقام مدیر عامل شرکت راه آهن جمهوری اسلامی از دی ماه ۱۳۷۶ تا بهمن ماه ۱۳۷۹
- معاون وزیر و مدیر عامل شرکت راه آهن جمهوری اسلامی از بهمن ماه ۱۳۷۹ تا آبان ماه ۱۳۸۰
- معاون ساخت و توسعه راه‌های وزارت راه و ترابری ایران از سال ۱۳۸۰ تا ۱۳۸۳
- وزیر راه و ترابری ایران دولت هشتم جمهوری اسلامی ایران از سال ۱۳۸۳ تا ۱۳۸۴
- وزیر راه و ترابری ایران دولت نهم جمهوری اسلامی ایران از سال ۱۳۸۴ تا ۱۳۸۷